# Кварцпорфирит
Кварцпорфирит је кисела магматска стена, палеотипни (старији) изливни еквивалент кварцдиорита. Настаје кристализацијом киселих лава на површи Земље.
Минерали који изграђују кварцпорфирит су:
- кварц,
- интермедијарни плагиоклас (андезин),
- бојени минерали: биотит, аугит и хорнбленда.

Структура кварцпорфирита је порфирска, док је његова текстура флуидална.